# Palais de Godoy
Pour les articles homonymes, voir Godoy.
Le palais de Godoy est un édifice de style Renaissance situé dans le complexe monumental de Cáceres en Estrémadure en Espagne.

## Histoire
Sa construction est ordonnée en 1548 par Francisco de Godoy, un soldat espagnol qui accompagne Francisco Pizarro dans la conquête du Pérou et qui y amasse une grande fortune. 

## Usage
De nos jours, il est destiné à un usage civil, étant le siège du Service Territorial du Ministère de l'Éducation et de la Jeunesse de la Junte d'Estrémadure.